# Venatrix arenaris
Venatrix arenaris là một loài nhện trong họ Lycosidae.
Loài này thuộc chi Venatrix. Venatrix arenaris được Henry Roughton Hogg miêu tả năm 1905.